# Hiëronymushuis

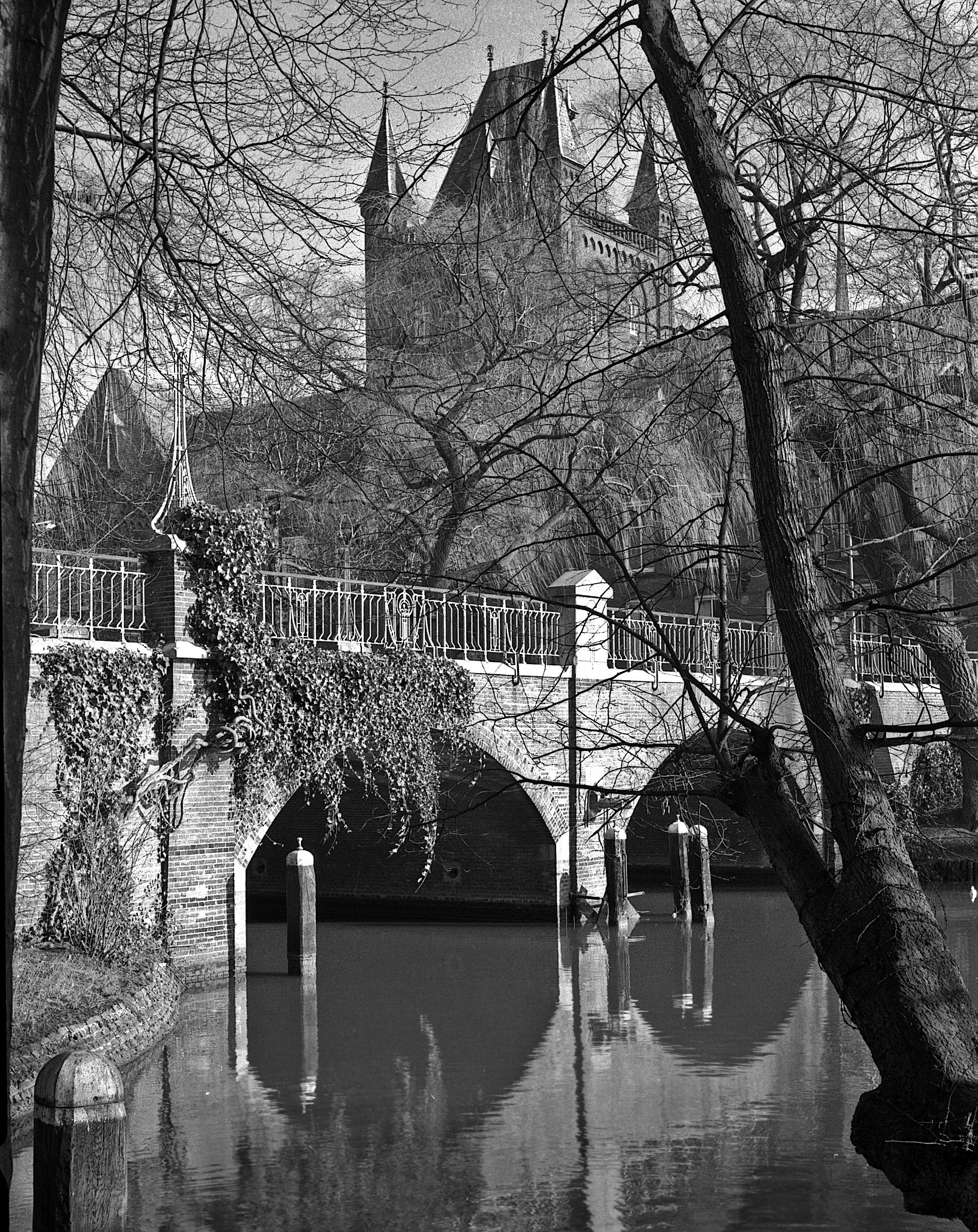
Hiëronymushuis in 1960 met op de voorgrond de Abstederbrug.

Het Hiëronymushuis of Huize Sint Hiëronymus is een rijksmonument in de stad Utrecht. 
Het bouwwerk is oorspronkelijk ontworpen als weeshuis of ook bejaardentehuis door de architect Alfred Tepe in neogotische stijl. Hij kreeg daarbij hulp van zijn vakgenoot A.G. Tollenaar. Het is in 1874 gebouwd in opdracht van het Rooms Katholiek Parochiaal Armbestuur. De naam Wees- en Oudeliedengesticht is na 1945 veranderd in Huize Sint Hiëronymus. Het aan de Maliesingel gelegen gebouw verwierf in 2001 de status van rijksmonument, met complexnummer 514276. In 2007 is het door architectenbureau Op ten Noort-Blijdenstein verbouwd tot appartementencomplex.